# Патриархи Мелькитской католической церкви
Патриархи Мелькитской католической церкви — список патриархов Антиохии Мелькитской католической церкви с годами правления.
В начале XVIII века в Антиохийской православной церкви возникло движение, выступавшее за унию с Римом. Центром сторонников унии стал Дамаск, а противников — Алеппо. В 1724 году умер патриарх Афанасий III (IV) (Даббас), назначивший преемником монаха Сильвестра, сторонника алеппской партии и противника унии. Однако дамаскцы не согласились с кандидатурой Сильвестра и избрали патриархом своего сторонника — Кирилла. После вмешательства Константинопольского патриарха и турецкого правительства, поддержавших Сильвестра, Кирилл вынужден был бежать из Сирии в Ливан. Пятью годами позже папа Бенедикт XIII признал Кирилла патриархом Антиохии, что зафиксировало раскол и создание Мелькитской грекокатолической церкви.
13 января 1838 года Папа Григорий XVI даровал мелькитским патриархам титулы патриарха Александрийского и Иерусалимского.

## Патриархи Антиохии и всего Востока
- Кирилл IV (или V или VI) Танас (24 сентября 1724 — 19 июля 1759)
- Афанасий IV Джаухар[англ.] (19 июля 1759 — 1 августа 1760)
- Максим II Хаким[англ.] (1 августа 1760 — 15 ноября 1761)
- Феодосий V Дахан[англ.] (26 декабря 1761 — 30 марта 1788)
  - Афанасий IV Джаухар (февраль 1765—1768), вторично, как антипатриарх
- Афанасий IV Джаухар (5 мая 1788 — 2 декабря 1794), в третий раз
- Кирилл VII Сайядж[англ.] (11 декабря 1794 — 6 августа 1796)
- Агапий II (III) Матар[англ.] (11 сентября 1796 — 2 февраля 1812)
- Игнатий IV Сарруф[англ.] (15 февраля 1812 — 16 ноября 1812)
- место вакантно (1812—1813)
- Афанасий V Матар[англ.] (14 августа 1813 — 20 ноября 1813)
- Макарий IV Тавиль[англ.] (10 декабря 1813 — 15 декабря 1815)
- место вакантно (1815—1816)
- Игнатий V Каттан[англ.] (10 июля 1816 — 13 марта 1833)
- Максим III Мазлум (24 марта 1833 — 12 января 1838)

### Патриархи Антиохии и всего Востока, Александрии и Иерусалима
- Максим III Мазлум (13 января 1838 — 11 или 23 августа 1855)
- место вакантно (1855—1856)
- Климент Бахус[англ.] (1 апреля 1856 — 24 сентября 1864)
- Григорий II Юсеф (29 сентября 1864 — 13 июля 1897)
- место вакантно (1897—1898)
- Пётр IV Джарайджери[англ.] (24 февраля 1898 — 24 апреля 1902)
- Кирилл VIII Джаха[англ.] (29 июня 1902 — 11 января 1916)
- место вакантно (1916—1919)
- Димитрий I Кади[англ.] (29 марта 1919 — 25 октября 1925)
- Кирилл IX Мугабгаб[англ.] (8 декабря 1925 — 8 сентября 1947)
- Максим IV Сайех (30 октября 1947 — 5 ноября 1967)
- Максим V Хаким (22 ноября 1967 — 22 ноября 2000)
  - Жан Асаад Хаддад[англ.] (6 июня 2000 — 29 ноября 2000), местоблюститель
- Григорий III Лахам (29 ноября 2000 — 6 мая 2017)
  - Жан-Клеман Жанбарт[англ.] (6 мая 2017 — 21 июня 2017), местоблюститель
- Иосиф I Абси (21 июня 2017 — по настоящее время)